# Gorionik za tekuće gorivo
Gorionik za tekuće gorivo je uređaj koji vrši izgaranje tekućeg goriva na način koji će omogućiti najbolje iskorištenje goriva u skladu sa zahtjevima pogona. Izgaranje je složen postupak koji se zbiva u više koraka kroz koje prolazi čestica goriva prije nego potpuno izgori. Za tekuće gorivo izgaranje se sastoji od sljedećih koraka: miješanje sa zrakom, zagrijavanje, isparavanje, toplinsko razlaganje, stvaranje zapaljive smjese, paljenje i završno izgaranje. Svaki korak ima važan utjecaj na odvijanje izgaranja, te ako uvjeti za neki od njih nisu zadovoljeni, izgaranje neće biti potpuno. Jedan od najbitnijih preduvjeta za potpuno izgaranje tekućeg goriva je njegovo dobro raspršivanje, čija kakvoća najviše ovisi o:
- načinu raspršivanja (raspršivanje pod tlakom goriva, raspršivanje parom, raspršivanje komprimiranim zrakom, raspršivanje centrifugalnom silom),
- konstruktivnim svojstvima sapnice (mlaznice) za raspršivanje,
- viskoznosti tekućeg goriva,
- površinskoj napetosti tekućeg goriva.[1]

## Raspršivanje tekućeg goriva
Raspršivanje tekućeg goriva je pretvaranje mlaza tekućeg goriva u sitne kapljice da bi se omogućilo što učinkovitije miješanje goriva sa zrakom u vremenu koje imamo u stvarnim uvjetima za izgaranje unutar ložišta. Raspršivanje je postupak koji nastaje kao posljedica trenja između tekućeg goriva i plinske smjese koja ga okružuje, a zbiva se kada je tlak zbog sile trenja veći od tlaka zbog površinske napetosti goriva, koja je posljedica međumolekularnih sila (kohezija). Kod raspršivanja goriva potrebno je, osim toga, svladati otpore zbog djelovanja viskoznosti, odnosno sile trenja pri međusobnom mijenjanju položaja pojedinih čestica goriva. 

## Vrste gorionika za tekuće gorivo
Gorionici za tekuće gorivo se u osnovi dijele prema načinu kojim se postiže raspršivanje tekućeg goriva.

### Gorionik s raspršivanjem tlakom goriva
Gorionik s raspršivanjem tlakom goriva se naziva još mehanički ili tlačni gorionik. Način njegova djelovanja je taj da gorivo pod tlakom ulazi kroz tangecijalne kanale u vrtložnu komoru gdje dobiva kružno (rotacijsko) gibanje, a nakon toga, u obliku šupljeg stošca, izlazi kroz sapnicu u ložište. Zbog velike brzine, kojom se gorivo kreće uz stijenke vrtložne komore i izlaznog otvora, čestice goriva jako se vrtlože unutar same mase goriva, tako da se na izlazu iz otvora vrtložne komore zbog djelovanja centrifugalne sile pojedine čestice goriva rastavljaju jedna od druge i nastavljaju se dalje kružno gibati na ulazu u ložište.
Izlazni je stožac goriva iz sapnice šupalj, zbog toga što se u vrtložnoj komori stvara vrtlog s nekom obodnom brzinom, koja je u ovom slučaju konstantna. To znači da se u osi vrtloga (os stožca) ne nalazi gorivo, već jezgra zraka. Promjer te jezgre ovisi o aksijalnoj i obodnoj brzini mlaza goriva, o čemu ovisi i kut raspršivanja. Taj je kut, pod kojim se gibaju čestice goriva u ložište, između 60° i 100° za veće (glavne) generatore pare, a obično je manji kod pomoćnih generatora pare manjeg učinka. Čestice koje nastaju rasprskavanjem tekućeg goriva nemaju isti promjer, njihova je veličina od 10 do 200 μm, a veličina im se povećava usporedo s povećanjem napetosti, promjera sapnice, kinematske viskoznosti i gustoće, a s druge strane veličina im se smanjuje kako se povećava tlak raspršivanja. Tlak goriva u tim gorionicima je između 7 i 30 bara. Kad je tlak goriva niži, ne dobiju se dovoljno sitne čestice, a kad je viši nastaju problemi u izvedbi i povećava se potrošnja energije za pogon crpke. 
Učinkovito raspršivanje tekućeg goriva postiže se kod viskoznosti od približno 20 x 10-6 do 40 x 10-6 m2/s (3 do 5 °E). Da bi se to postiglo, gorivo je potrebno predzagrijati. Ovisno o njegovoj kakvoći, temperatura predzagrijavanja obično je od 100 do 130 °C. Kod većeg zagrijavanja prijeti opasnost od razlaganja (krekiranja) goriva, kad se izlučuje ugljik, koji se na izlazu iz sapnice zapeče i stvara naslage koksa, koje ometaju pravilno raspršivanje goriva. Kakvoća raspršivanja goriva znatno ovisi o stanju gorionika, a najviše o tangencijalnim kanalima i izlaznom otvoru vrtložne komore. U toku vremena, zbog djelovanja abrazije, proširuju se kanali i izlazni otvori, pa je raspršivanje sve lošije. Tada treba zamijeniti umetak s vrtložnom komorom.
Kad imamo isti izlazni otvor i istu viskoznost goriva, količina tekućeg goriva je razmjerna (proporcionalna) drugom korijenu njegova tlaka pa, ako se uzme u obzir uobičajeni raspon tlaka (od 7 do 30 bara), proizlazi da je područje regulacije gorionika (potrošnje goriva) u omjeru do 1 : 2 s raspršivanjem tlakom goriva. Veće područje regulacije kod gorionika s rasprskavanjem pomoću tlaka goriva, postiže se izvedbama s povratnim vodom, u kojem se tlak regulira ventilom na povratnom vodu, čime se tlak goriva u gorioniku održava približno ravnomjernim (konstantnim). Prednost mu je to što je dovod u vrtložnu komoru približno ravnomjeran. Dio goriva koji se dovodi u gorionik se troši, a dio se povratnim vodom vraća u dnevni spremnik ili u kružni sustav. Raspon regulacije je 1 : 4. 

### Gorionik s raspršivanjem komprimiranim zrakom
U tim se gorionicima raspršivanje goriva pospješuje komprimiranim zrakom s tlakom od 0,02 do 10 bara. Ovisno o tlaku zraka, dijele se na niskotlačne, srednjetlačne i viskotlačne gorionike. Prednost mu je to što se sudaranjem zraka velike brzine s mlazom goriva postiže učinkovito raspršivanje i kod manjih tlakova goriva. Područje regulacije, uz učinkovito raspršivanje, je u omjeru do 1 : 6. Gorionici s raspršivanjem komprimiranim zrakom imaju i određene nedostatke zbog kojih se ne upotrebljavaju često. U radu su vrlo bučni zbog strujanja i širenja (ekspanzije) zraka. Zapaljenje goriva nešto kasni zbog hlađenja, što je posljedica širenja zraka. Za rad takvih gorionika treba imati komprimirani zrak; dakle, kompresor koji troši energiju. 

### Gorionik s raspršivanjem vodenom parom
Pri korištenju vodene pare, kao pomoćnog sredstva za pospješivanje raspršivanja goriva, razlikuju se u osnovi dvije vrste gorionika: gorionici s unutarnjim miješanjem vodene pare i goriva, te gorionici s vanjskim miješanjem vodene pare i goriva. Danas se, zbog svojih prednosti, uglavnom koriste gorionici s unutarnjim miješanjem, gdje se vodena para i gorivo miješaju prije raspršivanja, injektorskim djelovanjem vodene pare te vrtložnim strujanjem. 
Najčešća vrsta gorionika s unutarnjim miješanjem vodene pare i goriva je takozvani “Y” vrsta, koja je takvo ime dobila zbog oblika kanala unutar glave raspršivača. Para koja se s gorivom miješa u izlaznoj sapnici raspršivača djeluje na razbijanje i ubrzavanje mlaza goriva, a izlazne čestice goriva dalje se usitnjavaju naknadnim širenjem pare na ulazu u ložište. Potrošnja pare je otprilike 5% od količine raspršenog goriva. Regulacijsko je područje takvih gorionika, uz učinkovito raspršivanje, do omjera 1 : 6. Veličina raspršenih čestica goriva je između 60 i 100 μm, za razliku od tlačnih raspršivača, gdje je veličina otprilike 150 μm, i to samo pri potpunome opterećenju. Stoga je zbog učinkovitog miješanja sa zrakom moguće izgaranje s manjim pretičkom zraka, što izravno utječe na povećanje stupnja iskoristivosti generatora pare. Zbog svojih osobina, gorionici s raspršivanjem vodenom parom pogodni su za korištenje loživih ulja s većom gustoćom i viskoznošću, odnosno za pogon u težim radnim uvjetima. 

### Gorionik s raspršivanjem djelovanjem centrifugalne sile
Raspršivanje djelovanjem centrifugalne sile obavlja se u rotacijskim gorionicima, gdje se gorivo raspršuje zbog različitih brzina strujanja čestica goriva u filmskom sloju i čestica zraka koji ga okružuju. Gorivo se dovodi u stožastu šalicu koja se okreće (najčešće od 5000 do 8000 okr/min), a ima oblik skraćenog stožca većim promjerom okrenutim prema ložištu. Zbog rotacije šalice i njezinog oblika, gorivo dobiva dvije komponente gibanja : rotacijsko i aksijalno u smjeru otvorenog dijela šalice prema ložištu. Za okretanje šalice služi elektromotor koji ujedno okreće ugrađeni ventilator za primarni zrak. Zrak se dovodi oko izlaznog ruba šalice i presijecanjem fimskog mlaza goriva pospješuje njegovo raspršivanje, te omogućuje početno izgaranje. Preostali dio zraka za izgaranje dovodi se posebnim koncentričnim kanalima oko izlaznog stožca raspršivača. 
Prednosti rotacijskih gorionika su mogućnost korištenja težih i manje kvalitetnih goriva, široko područje regulacije (do omjera 1 : 8), učinkovito raspršivanje uz veću viskoznost goriva (pa je potrebno manje predzagrijavanje, od 60 do 80 °C, jer se gorivo dodatno zagrijava prolazom kroz rotirajuću šalicu zbog zračenja iz ložišta), manji tlak goriva koje se dovodi u gorionik (oko 1 bar). Nedostaci su postojanje rotirajućih dijelova i veća mogućnost kvara, nemogućnost rada bez pogonske energije koja pokreće rotirajuću šalicu, uzrokuje znatnu buku, uvjetuje veći otvor za ugradnju u zidu ložišta, zbog dosta veće izložene površine podložan je većem oštećenju zbog djelovanja izravnog zračenja iz ložišta, a također i koksanju na izlaznoj šalici. Zbog širokog područja regulacije i težnje da se za loženje generatora pare koriste sve nekvalitetnija goriva, takvi gorionici sve se više primjenjuju.

## Pomoćni dijelovi gorionika za tekuće gorivo
Da bi gorionici mogli normalno raditi, na njima mora biti predviđeno nekoliko pomoćnih dijelova.

### Zadrživač plamena
Zadrživač plamena ili impeler ima zadatak da sprječava prekid plamena na mjestu naleta zraka. Obično se sastoji od tanjuraste ploče, smještene na vrhu gorionika, s radijalnim prolazima za zrak izvedenim tako da pospješuju vrtloženje zraka pri ulasku u ložište. U njegovom "mrtvom" prostoru omogućeno je paljenje plamena, a da on ne bude ugašen ili odnešen strujom zraka. 

### Uređaj za privod zraka
Uređaj za privod zraka ili registar zraka sastoji se od pomičnih regulacijskih zaklopki smještenih u kučištu gorionika, koje, osim što reguliraju količinu privedenog zraka, uvjetuju njezino vrtloženje radi pospješivanja miješanja s gorivom. Razlikuju se dvije glavne izvedbe : s radijalnim i s aksijalnim lopaticama. Prilagodbom položaja lopatica mijenja se potrebna promjena količine privedenog zraka za izgaranje. 

### Uređaj za zapaljenje goriva
Uređaj za zapaljenje goriva služi za početno zapaljenje raspršenog goriva. Kod starijih izvedbi, uređaj se obično jednostavno sastojao od otvora za unašanje baklje s pomoću koje se gorivo upalilo. Savršenije izvedbe imaju to izvedeno elektrodama, čiji je rad uključen s programom automatskog potpaljivanja. 

### Povratna zaklopka
Povratna zaklopka postavljena je na otvoru za umetanje raspršivača, a ima zadatak da pri njegovu izvlačenju zatvori otvor i spriječi izbijanje plamena iz ložišta. 

### Uređaj za zaustavljanje goriva pri vađenju raspršivača
Uređaj za zaustavljanje goriva pri vađenju raspršivača ima zadatak da osigurava zatvaranje dovoda goriva prije vađenja raspršivača. To je nužno da bi se onemogućila greška i da prilikom vađenja raspršivača gorivo ne bi curilo u okolni prostor, što bi moglo izazvati požar. Taj je sistem obično izveden s pomoću ventila na dovodnom vodu goriva, koji se otvara polugom, a u otvorenom položaju mehanički onemogućuje izvlačenje raspršivača. Ako raspršivač želimo izvući, polugu je potrebno pomaknuti ustranu, pri čemu se zatvara dovod goriva. 